# Myke Gray
Myke Gray, noto anche con lo pseudonimo di Sickboy (Londra, 12 maggio 1969), è un chitarrista britannico, noto per la sua militanza nella rock band UFO e per la sua carriera solista.

## Biografia
Inizia l'attività di musicista negli anni settanta, collaborando con svariate band in qualità di turnista. Ottiene la popolarità nel 1987, quando entra a far parte del gruppo rock UFO, con cui incide l'album Ain't Misbehavin.
Nel 1988, in seguito allo scioglimento degli UFO, fonda i Jagged Edge, con i quali prosegue l'attività musicale. Nel 2017, con l'album Shades of Grey, inizia la sua attività solista.

## Discografia parziale

### Solista

#### Album in studio
- 2017 - Shades of Gray
- 2021 - 2021
- 2022 - Classics Volume 1
- 2023 - Black & White

### Con gli UFO

#### Album in studio
- 1988 - Ain't Misbehavin'

### Con i Jagged Edge

#### Demo
- Jagged Edge
- Jagged Edge

#### Album in studio
- 1990 - Fuel for Your Soul
- 1991 - Jagged Edge

#### EP
- 1990 - You Don't Love Me

#### Singoli
- 1990 - Out In The Cold
- 1991 - Hell Ain't A Long Way

### Con gli Skin

#### Album in studio
- 1994 - Skin
- 1996 - Lucky
- 1997 - Big Fat Slice of Life
- 1997 - Experience Electric
- 2009 - Up Close And Personal
- 2010 - Breaking The Silence

### Con i Red White & Blues

#### Album in studio
- 2011 - Shine

#### Singoli
- 2011 - 3 Tracks Taken From The Stunning Debut Album Shine